# Leopoldia
Leopoldia Parl. – rodzaj roślin z rodziny szparagowatych. Obejmuje 16 gatunków występujących w południowej, środkowej i wschodniej Europie, północnej Afryce, Makaronezji, na Kaukazie, w Azji Zachodniej i na Półwyspie Arabskim. Introdukowany do Danii, Belgii, Holandii i Wielkiej Brytanii, południowej Australii oraz Stanów Zjednoczonych.
W Polsce północną granicę swojego zasięgu osiąga szafirek miękkolistny L. comosa, spotykany na Dolnym Śląsku, na Wyżynie Małopolskiej, Lubelskiej i Roztoczu. Gatunek objęty jest ochroną i umieszczony w Polskiej Czerwonej Księdze Roślin jako gatunek zagrożony (EN).

## Morfologia

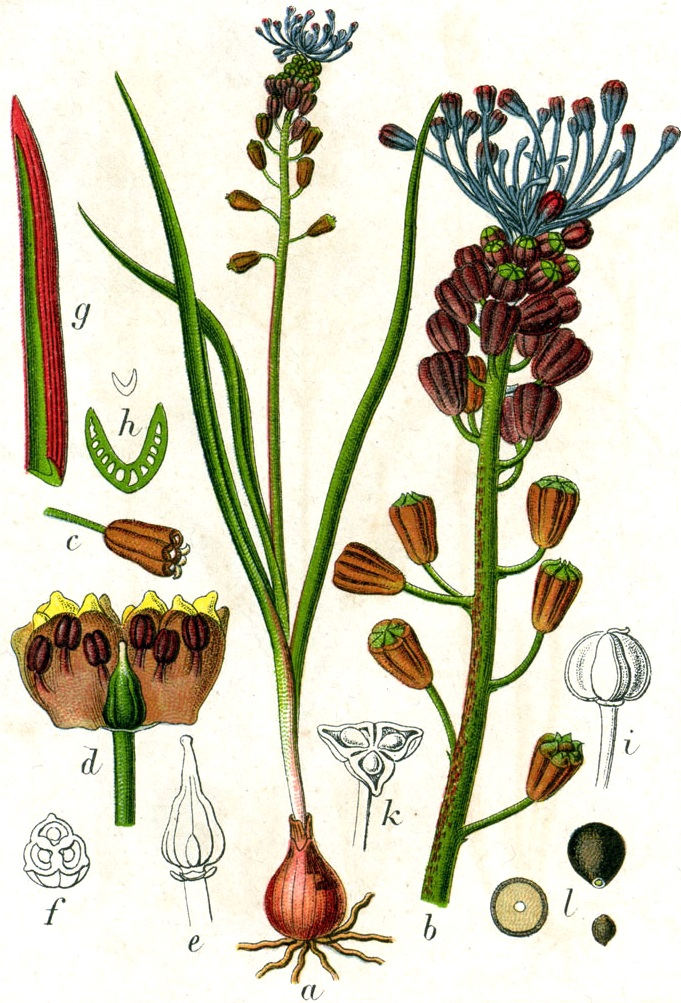
L. comosa

PokrójWieloletnie rośliny zielne.
PędPodziemna cebula.
LiścieRównowąskie, zgięte łękowato w dół, wydłużone, gładkie.
KwiatyDymorficzne, zebrane w wydłużone, luźne grono, wyrastające na głąbiku. Niekiedy z jednej cebuli wyrastają dwa kwiatostany. Kwiaty bezpłodne liczne, często w żywych barwach (niebieskie, fioletowe lub różowe), długoszypułkowe, tworzące kępkę na szczycie kwiatostanu. Kwiaty płodne rurkowate lub podługowato-urnowate, nieco grzbieciste, kanciaste i zwężone u gardzieli, zakończone sześcioma bardzo krótkimi płatkami z wierzchołków listków okwiatu, często w bladych kolorach (brązowe, fioletowe, czerwone, zielonkawe lub żółtawe). Listki okwiatu ząbkowane wierzchołkowo, ząbki skierowane do środka, zamykające okwiat, kremowe, żółtawe lub czarniawe. Sześć pręcików położonych w dwóch okółkach. Zalążnia jajowato-trójgraniasta. Szyjka słupka wzniesiona, zakończona trójklapowanym znamieniem.
OwoceTrójgraniaste, błoniaste torebki, zawierające kulistawe, siatkowato pomarszczone nasiona.

## Systematyka

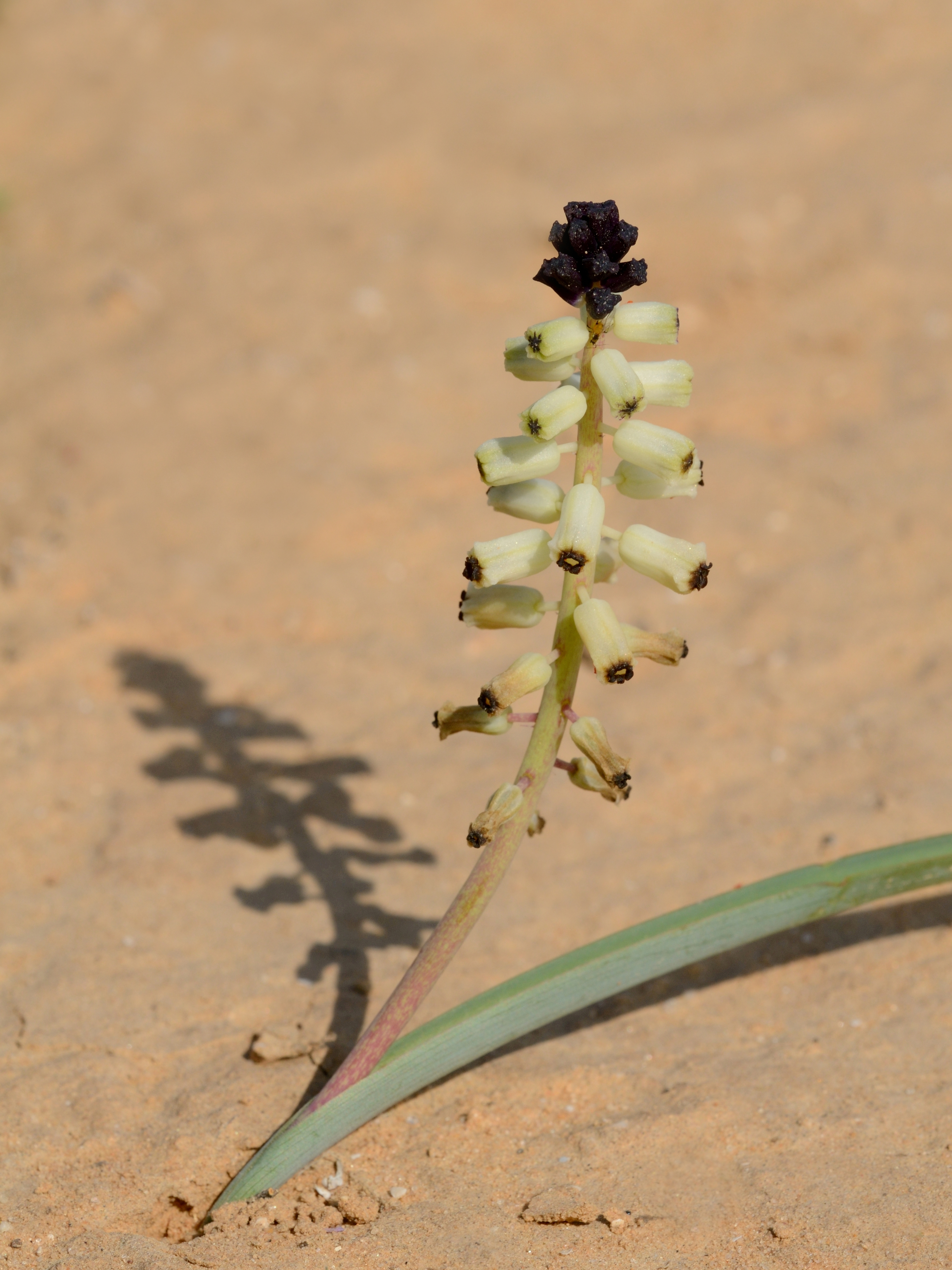
Leopoldia eburnea

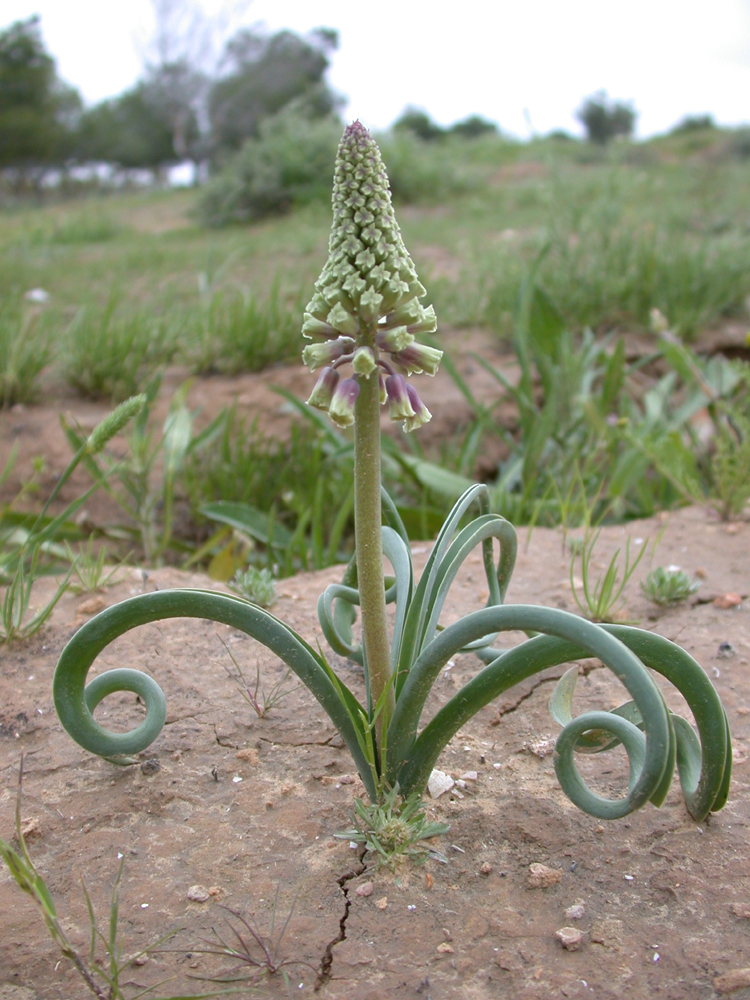
Leopoldia longipes

Pozycja systematycznaRodzaj z podplemienia Hyacinthinae, plemienia Hyacintheae, podrodziny Scilloideae z rodziny szparagowatych Asparagaceae. W niektórych ujęciach uznawany jest za podrodzaj lub grupę w ramach rodzaju szafirek (Muscari sensu lato subgen. Leopoldia).
Wykaz gatunków
- Leopoldia bicolor (Boiss.) Eig & Feinbrun
- Leopoldia caucasica (Griseb.) Losinsk.
- Leopoldia comosa (L.) Parl. – szafirek miękkolistny
- Leopoldia cycladica (P.H.Davis & D.C.Stuart) Garbari
- Leopoldia eburnea Eig & Feinbrun
- Leopoldia ghouschtchiensis Jafari & Maassoumi
- Leopoldia gussonei Parl.
- Leopoldia longipes (Boiss.) Losinsk.
- Leopoldia maritima (Desf.) Parl.
- Leopoldia matritensis (Ruíz Rejón, Pascual, C.Ruíz Rejón, Valdés & J.L.Oliv.) Aymerich & L.Sáez
- Leopoldia neumannii Böhnert & Lobin
- Leopoldia spreitzenhoferi Heldr.
- Leopoldia tabriziana Jafari
- Leopoldia tenuiflora (Tausch) Heldr.
- Leopoldia tijtijensis Jafari
- Leopoldia weissii Freyn

## Nazewnictwo
Nazwa Leopoldia została nadana w 1819 r. przez Williama Herberta (jako nomen provisorium) rodzajowi roślin, który wyodrębnił on z rodzaju Coburgia, dla gatunku Leopoldia reticulata, pierwotnie opisanego w 1789 r. przez Charles’a L’Héritier de Brutelle’a pod nazwą Amaryllis reticulata. Nazwę ten Herbert nadał na cześć księcia Leopolda z Saksonii-Coburga-Saalfeld, późniejszego króla Belgii. Jednak w 1821 r. Herbert porzucił tę wstępnie zaproponowaną nazwę i opublikował nową: Hippeastrum, która weszła do powszechnego użytku. W 1845 r. Filippo Parlatore świadom porzucenia przez Herberta nazwy Leopoldia na rzecz Hippeastrum, zaproponował jej użycie jako nazwy rodzaju obejmującego trzy występujące we Włoszech gatunki zaliczane wówczas do rodzajów Hyacinthus, Muscari i Bellevalia. Nazwę tę Parlatore wybrał jednak dla upamiętnienia Leopolda II, wielkiego księcia Toskanii. Próby uporządkowania nazewnictwa obu rodzajów roślin zostały podjęte dopiero w 1939 r. i zakończyły się w latach 1959–1970 podjęciem przez Międzynarodowy Kongres Botaniczny decyzji o ochronie (uznaniu za nomen conservandum) nazwy Hippeastrum dla roślin spokrewnionych z amarylisem oraz Leopoldia dla roślin spokrewnionych z szafirkiem, co nastąpiło ze względów pragmatycznych, wbrew postanowieniom Międzynarodowego kodeksu nomenklatury botanicznej, przewidującym pierwszeństwo nazw wcześniej opublikowanych.

## Zastosowanie

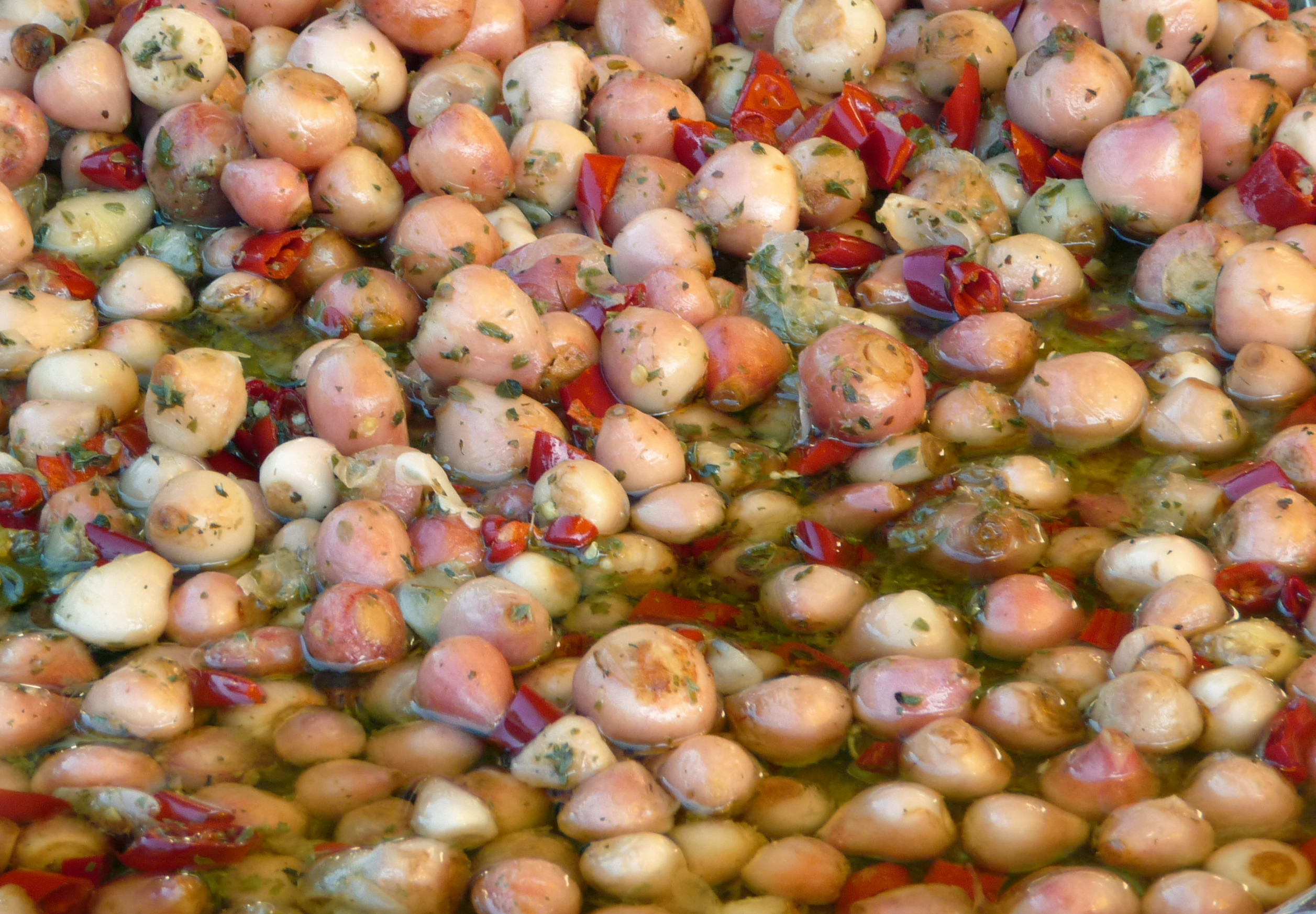
Potrawa lampascioni

Rośliny spożywczeGotowane cebule Leopoldia comosa są spożywane w południowych Włoszech i na Sycylii (cebule i potrawa nazywają się lampascioni). Są również marynowane oraz dodawane do omletów. Gotowane cebulki zalewane są oliwą i używane jako przystawka (antipasto).
Rośliny leczniczeW cebulkach Leopoldia comosa obecne są substancje o właściwościach fitochemicznych, wykazujące działanie przeciwutleniające oraz hamujące aktywność lipazy i amylazy. W badaniach na szczurach wykazano, że dieta oparta na L. comosa doprowadziła do redukcji masy ciała, zmniejszenia otyłości brzusznej i dyslipidemii oraz poprawiła tolerancję glukozy ze zmniejszeniem przerostu tkanki tłuszczowej i stłuszczenia wątroby.